# فیلیپ کیم
فیلیپ کیم (انگلیسی: Philip Kim؛ زادهٔ ۲۵ ژانویهٔ ۱۹۹۷) ورزشکار رقص بریک اهل کانادا است.
وی در مسابقات کشوری و بین‌المللی در مجموع برندهٔ ۴ مدال طلا، ۱ مدال نقره شده است.